# World Boxing Organization
La World Boxing Organization (WBO) è un'organizzazione di pugilato nata nel 1988 che sancisce e patrocina il campionato del mondo WBO, a livello professionistico. Attualmente la WBO è una delle quattro principali organizzazioni riconosciute dall'IBHOF insieme alla IBF, WBA e WBC. La sede della WBO si trova a San Juan, Porto Rico.

## Attuali detentori del titolo WBO

### Maschile
| Classe di peso:      | Campione:                         | Campione dal:     |
| -------------------- | --------------------------------- | ----------------- |
| Pesi paglia          | Masataka Taniguchi                | 14 dicembre 2021  |
| Pesi minimosca       | Jonathan González                 | 16 ottobre 2021   |
| Pesi mosca           | Junto Nakatami                    | 6 novembre 2020   |
| Pesi supermosca      | Kazuto Ioka                       | 19 giugno 2019    |
| Pesi gallo           | Jason Moloney                     | 14 gennaio 2024   |
| Pesi supergallo      | Stephen Fulton                    | 23 gennaio 2021   |
| Pesi piuma           | Emanuel Navarrete                 | 9 ottobre 2020    |
| Pesi superpiuma      | vacante                           |                   |
| Pesi leggeri         | Devin Haney                       | 5 giugno 2022     |
| Pesi superleggeri    | Josh Taylor                       | 22 maggio 2021    |
| Pesi welter          | Terence Crawford (Super campione) | 9 giugno 2018     |
| Pesi superwelter     | Tim Tszyu                         | 30 settembre 2023 |
| Pesi medi            | Zhanibek Alimkhanuly              | 26 agosto 2022    |
| Pesi supermedi       | Saúl Álvarez                      | 8 maggio 2021     |
| Pesi mediomassimi    | Artur Beterbiev                   | 18 giugno 2022    |
| Pesi massimi leggeri | Lawrence Okolie                   | 20 marzo 2021     |
| Pesi massimi         | Oleksandr Usyk                    | 25 settembre 2021 |

### Femminile
| Classe di peso:   | Campionessa:                         | Campionessa dal:  |
| ----------------- | ------------------------------------ | ----------------- |
| Pesi atomo        | Mika Iwakawa                         | 29 luglio 2018    |
| Pesi paglia       | Kasumi Saeki                         | 27 aprile 2019    |
| Pesi minimosca    | Tenkai Tsunami                       | 8 marzo 2018      |
| Pesi mosca        | Nicola Adams                         | 29 luglio 2019    |
| Pesi supermosca   | Miyo Yoshida                         | 19 giugno 2019    |
| Pesi gallo        | Daniela Romina Bermúdez              | 20 ottobre 2017   |
| Pesi supergallo   | Dina Thorslund                       | 25 agosto 2018    |
| Pesi piuma        | Amanda Serrano                       | 13 settembre 2019 |
| Pesi superpiuma   | Ewa Brodnicka                        | 22 febbraio 2018  |
| Pesi leggeri      | Katie Taylor                         | 15 marzo 2019     |
| Pesi superleggeri | Katie Taylor                         | 2 novembre 2019   |
| Pesi welter       | Cecilia Brækhus                      | 15 maggio 2010    |
| Pesi superwelter  | vacante                              |                   |
| Pesi medi         | Claressa Shields (Super campionessa) | 13 aprile 2019    |
| Pesi supermedi    | Franchon Crews Dezurn                | 14 settembre 2019 |
| Pesi mediomassimi | Geovana Peres                        | 30 marzo 2019     |
| Pesi massimi      | vacante                              |                   |